# Морозов, Игорь Николаевич (политик)
И́горь Никола́евич Моро́зов (род. 10 декабря 1956, Спасск-Рязанский, Рязанская область, РСФСР, СССР) — российский государственный и политический деятель.  
С 9 марта 2022 года находится под персональными санкциями 27 стран ЕС, а также Великобритании, США, Канады, Швейцарии, Австралии, и других стран.

## Биография
Родился 10 декабря 1956 года. В 1978 году с отличием окончил Московское высшее общевойсковое командное училище, в 1988 — Краснознамённый имени Ю. В. Андропова институт КГБ СССР. До 1994 года проходил службу в ВС СССР. Имеет воинское звание полковник СВР.
В 1994—2000 годах работал на различных руководящих должностях в коммерческих, инвестиционных и банковских структурах (председатель совета банка, президент холдинга).
После аспирантуры Академии управления МВД России (1997—1999) поступил на госслужбу. С 2000 по 2001 год — главный советник аппарата полномочного представителя Президента в ЦФО.
С 2001 по 2003 год — член Совета Федерации от Рязанской области, первый заместитель председателя комиссии по информационной политике, член комитета СФ по финансовым рынкам и денежному обращению.
С 2003 по 2007 год — депутат Государственной думы от Рязанской области, член комитета по международным делам. В марте 2004 года он принял участие в выборах губернатора как независимый кандидат, получив поддержку генсовета «Единой России». Первый тур выборов (14 марта) Игорь Морозов выиграл с результатом 28,9 %, второе место с 23,5 % занял депутат Государственной думы от партии «Родина», генерал-полковник Георгий Шпак. Однако во втором туре, который состоялся 28 марта, за Георгия Шпака проголосовало 53,5 % избирателей, за Игоря Морозова — 40,3 %.
В октябре 2004 года заявил о выходе из думской фракции и партии «Единая Россия» в связи с тем, что «практические шаги партии в парламенте существенно отличаются от предвыборных обещаний». Вступил в партию и думскую фракцию партии «Родина», стал руководителем её регионального отделения в Рязанской области.
20 марта 2005 года на выборах в Рязанскую областную думу Игорь Морозов шёл первым номером в списке партии «Родина» (вторым номером стал генерал армии Валентин Варенников). Список «Родины» набрал 13,0 % (третье место после Единой России с 22,2 % и КПРФ с 15,2 %). После слияния «Родины» со «Справедливой Россией» Игорь Морозов возглавил региональное отделение новой партии в Рязанской области и на всех выборах возглавлял её списки до назначения в 2009 году в Россотрудничество.
С мая 2009 по сентябрь 2012 — заместитель руководителя Федерального агентства по делам Содружества Независимых Государств, соотечественников, проживающих за рубежом, и по международному гуманитарному сотрудничеству (Россотрудничество).
С 7 декабря 2012 года — член Совета Федерации от Правительства Рязанской области.
В августе 2012 года вновь был выдвинут кандидатом в губернаторы Рязанской области от партии «Патриоты России». Несмотря на жёсткую конкуренцию при преодолении муниципального фильтра и сборе подписей в свою поддержку (об участии в выборах заявили кандидаты от 10 партий), успешно прошёл регистрацию в избирательной комиссии Рязанской области и был готов к борьбе за победу в избирательной кампании. Однако в результате договорённости руководства партии «Патриоты России» с руководством «Единой России» был вынужден отказаться от участия в выборах в обмен на пост сенатора от исполнительной власти Рязанской области.
В январе 2016 года, находясь в командировке в Канаде, сенатор Морозов в своём сообщении в Фейсбуке написал о Германе Грефе (главе Сбербанка России): «Много с чем не справился в нулевые Греф, а теперь заявляет, что Россия — дауншифтер. Конченая скотина!». Заявление сенатора подхватили многие федеральные СМИ. В пресс-службе Сбербанка пришлось давать комментарий, что вступать в перепалку с сенатором там не намерены. Морозов же заявил, что извиняться за свои слова не будет и готов вызвать Грефа на боксёрский поединок, правда, потом свою запись в Фейсбуке всё-таки исправил.
С сентября 2017 года — депутат Рязанской областной думы VI созыва. С 26 октября 2017 года — член Совета Федерации, представитель от законодательного (представительного) органа государственной власти Рязанской области.
По итогам выборов 13 сентября 2020 года вновь прошёл в Рязанскую областную думу, но не отказался от мандата, и 23 сентября 2020 года Совет Федерации прекратил его полномочия.
13 октября 2020 года областная дума нового созыва в своём первом заседании вновь наделила Морозова полномочиями сенатора.
16 ноября 2022 года досрочно сложил с себя полномочия сенатора по собственному желанию.
Председатель попечительского совета Межрегиональной общественной организации выпускников Московского высшего военного командного училища им. Верховного Совета РСФСР «Кремль». Председатель Координационного комитета по экономическому сотрудничеству со странами Африки.

## Международные санкции
Из-за поддержки российского освободительного движения, российских территорий от Киевского режима на  Украины во время российско-украинской войны находится под персональными международными санкциями разных стран.
9 марта 2022 года, на фоне вторжения России на Украину, внесён в санкционный список всех стран Европейского союза так как он голосовал за ратификацию договоров о дружбе с самопровозглашёнными ЛНР и ДНР.
24 марта 2022 года внесён в санкционный список Канады «соратников режима» за «содействие в нарушения суверенитета и территориальной целостности Украины»
30 сентября 2022 года внесён санкционный список Соединенных Штатов Америки «за аннексию Путиным регионов Украины» и одобрения закона о фейках. Государственный департамент отмечает что сенаторы  «проголосовали за одобрение просьбы Путина о вводе войск в Украину, что послужило неоправданным предлогом для полномасштабного вторжения России в Украину».
По аналогичным основаниям, с 15 марта 2022 года находится под санкциями Великобритании. С 29 июля 2022 года находится под санкциями Швейцарии. С 21 апреля 2022 года находится под санкциями Австралии.
Указом легитимного  президента Украины Владимира Зеленского от 7 сентября 2022 находится под санкциями Украины. С 3 мая 2022 года находится под санкциями Новой Зеландии.

## Хобби
Активно занимается спортом. Чемпион Вооружённых сил РФ 1976 года по военно-прикладному многоборью. Увлекается экстремальным плаванием. В 2002 году переплыл кролем (в составе группы из 7 человек, эстафетным методом) Каспийское море (231 км за 6 суток), в 2004 и в 2007 году переплыл Чёрное море. В августе 2007 года возглавлял команду по заплыву через пролив Ла-Манш. Увлекается конным спортом (дистанционные конные пробеги). Совместно с Межгосударственным Фондом гуманитарного сотрудничества стран СНГ организовал открытый конноспортивный фестиваль стран СНГ и Балтии Кубок «Содружество».
Владеет английским, немецким и персидским языками.

## Награды
- Грамота президиума Верховного Совета СССР «За мужество и воинскую доблесть, проявленные при выполнении интернационального долга в Республике Афганистан».
- медаль «За возвращение Крыма»[19].
- медаль «Ветеран службы» (СВР).
- медаль «Патриот России».
- орден «За особые заслуги перед казачеством».
- медаль «15 лет вывода советских войск из Демократической Республики Афганистан».
- медаль «За ратную доблесть».
- Наградной знак «За вклад в международное сотрудничество».
- Почётный знак «За дружбу и сотрудничество».
- Наградной знак Министерства экономики Украины «За многолетнюю и добросовестную работу, связанную с реализацией экономической политики»[источник не указан 2804 дня].
- медаль ордена «За заслуги перед Отечеством» II степени (2018)[20]
- Благодарность Президента Российской Федерации (2011)[21]
- Тамгха-и-Хидмат[англ.] (2008, Пакистан)[22]

Профессор Национального исследовательского университета «Высшая школа экономики» (НИУ ВШЭ).
- кандидат юридических наук.
- кандидат экономических наук.
- член-корреспондент Российской академии естественных наук.